# Serafina Dávalos
Serafina Dávalos, född 1883, död 1957, var en paraguayansk feminist. Hon var den första kvinnliga advokaten i Paraguay, och spelade en viktig pionjärroll för kvinnorörelsen i Paraguay. 
Hon tog sitt lärarexamen från Escuela Normal para Maestras 1898, tog sin kandidatexamen från Colegio Nacional 1902 och arbetade som lärare vid Colegio Nacional de la Capital Gral. Bernardino Caballero med början 1904. Hon var också grundaren av Escuela Mercantil de Niñas (en handelsskola) 1905. 
Hon tog 1907 examen vid Universidad Nacional de Asunción som den första kvinnliga advokaten i Paraguay. 
Hon har beskrivits som pionjären för kvinnorörelsen i Paraguay. 
År 1904 var hon medgrundare till Comité de Mujeres por la Paz (Kvinnokommittén för fred). 
Vid den First International Women's Congress (Primer Congreso Femenino Internacional) i Argentina 1910 var Dávalos den officiella delegaten för Paraguay, och utsågs till medlem av verkställande kommittén för Pan American Women's Federation. 
Tillsammans med Virginia Corvalán och andra grundade hon Movimiento Feminista de Asunción 1919, Centro Feminista Paraguayo, Unión Femenina del Paraguay och Liga Paraguaya por los Derechos de la Mujer. 
Hon var 1936 medlem i Unión Femenina de Paraguay (UFP). 1952 blev hon medlem i Liga Paraguaya por los Derechos de la Mujer. 
Hon var hederspresident för Consejo Nacional de Mujeres del Paraguay. 